# Zoltan Kovago
Zoltán Kővágó (Szolnok, Hungría, 10 de abril de 1979) es un atleta húngaro, especializado en la prueba de lanzamiento de disco en la que llegó a ser campeón olímpico en 2004.

## Carrera deportiva
En los JJ. OO. de Atenas 2004 ganó la medalla de plata en el lanzamiento de disco, con una marca de 67.04 metros, quedando en el podio tras lituano Virgilijus Alekna que con 69.89 metros batió el récord olímpico, y por delante del estonio Aleksander Tammert (bronce).